# Delias hapalina
Delias hapalina is een vlindersoort uit de familie van de Pieridae (witjes), onderfamilie Pierinae.
Delias hapalina werd in 1912 beschreven door Jordan.